# Sonnenapotheke (Bremen)

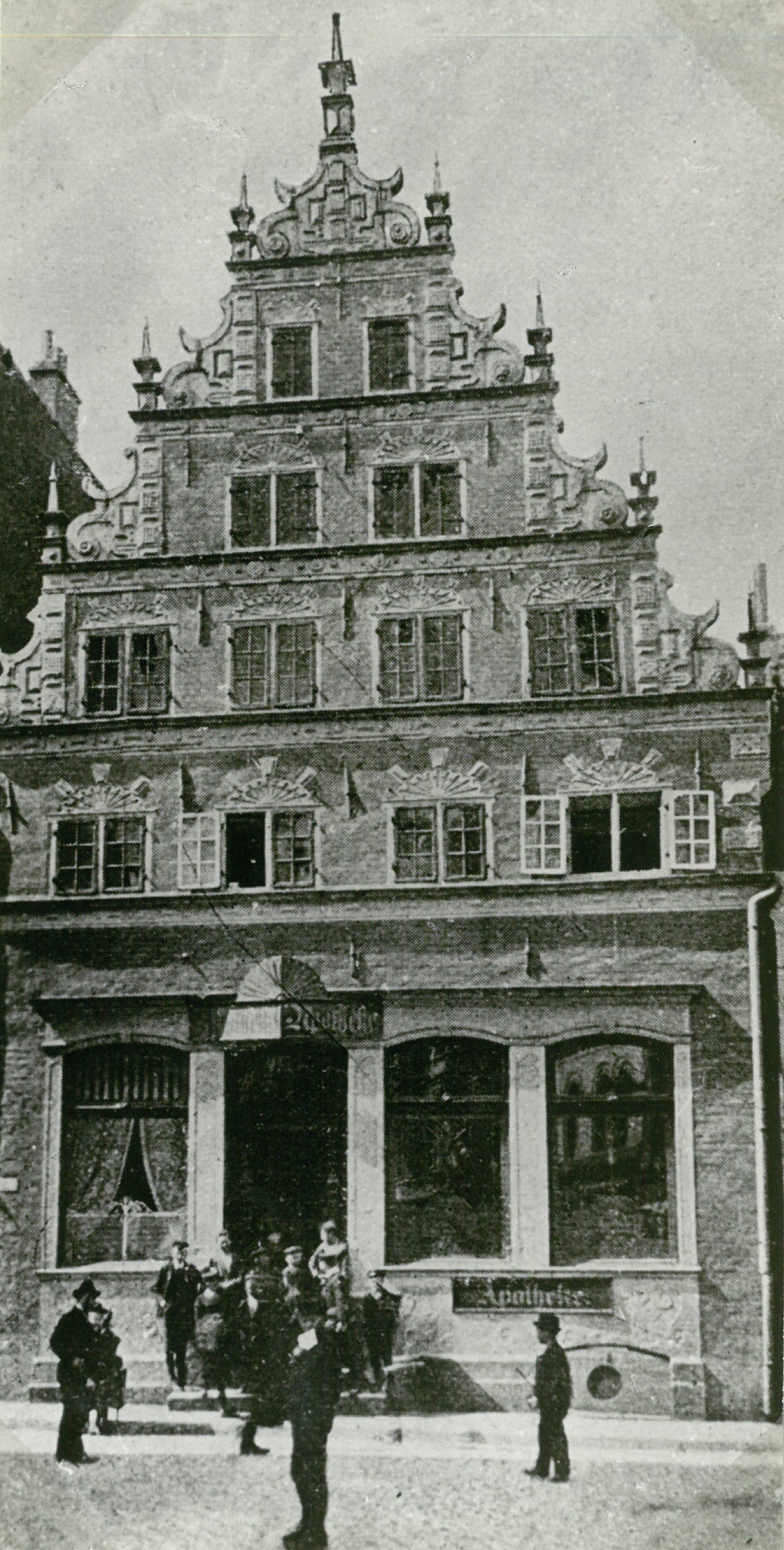
Sonnenapotheke Sögestraße 18, 20 vor dem Umbau 1902

Die Sonnenapotheke in Bremen-Mitte in der Sögestraße 18/20, war ein Renaissancegebäude des späten 16. Jahrhunderts.

## Die Sonnenapotheke in der Sögestraße
In der Sögestraße 18/20 wurde im letzten Jahrzehnt des 16. Jahrhunderts ein 9,40 m breites Giebelhaus errichtet. Wahrscheinlich handelte es sich um ein Werk Lüder von Bentheims. Es besaß zwei Hauptstockwerke und drei Dachgeschosse. Im Jahre 1770 fand der Umbau des Hauses zur Sonnenapotheke statt. Im Zuge dessen wurden die unteren beiden Geschosse im Stil des Rokoko zu einer Etage zusammengefasst. In den Jahren 1818–1854 gehörte sie dem bekannten Apotheker und Naturforscher Georg Christian Kindt. Die Sonnenapotheke gelangte dann zuletzt ab 1859 in den Besitz der Familie Willich. 1902 fand zum Zwecke der Nutzung der Obergeschosse ein weiterer Umbau des Gebäudes durch den Architekten Friedrich Rodiek statt, bei dem das Erd- und Ladengeschoss im Stil der Renaissance angeglichen und für die Wohnnutzung der Obergeschosse eine zusätzliche Eingangstür eingefügt wurde. Die Apotheke wurde dann noch bis 1944 von Familie Willich betrieben. 
Als das Haus im Zweiten Weltkrieg durch Bomben zerstört wurde, war damit auch die Zeit der Sonnenapotheke in der Sögestraße beendet. 1949 folgte der endgültige Abriss des Hauses, die Baudenkmalpflege konnte jedoch den Giebel mit zahlreichen Details vermessen und für eine spätere Verwendung bergen und verwahren. So blieb von der ursprünglichen Sonnenapotheke nur der Giebel erhalten. 1951 stellte Christina Willich, die Witwe des letzten Apothekers, als Bauherrin eine Baugenehmigung für die Herstellung eines Büro- und Geschäftshauses. Von einem Wiederaufbau der Sonnenapotheke war nicht mehr die Rede. Der Neubau wurde ab 1953 nach Entwurf des Architekten Herbert Anker errichtet und diente im Erdgeschoss in den Folgejahren für das Haushaltswarengeschäft Fehsenfeld, anschließend unter anderem als Rosenthal Studio Haus.

## Neue Sonnenapotheke am Schüsselkorb
Im Jahr 1962, also nicht allzu lang nach den Bauanträgen und -maßnahmen der Sögestraße 18/20, stellte Georg Mattke einen Antrag auf Baugenehmigung zum „Wiederaufbau der Sonnenapotheke“ am Schüsselkorb Nr. 19. Der Vorgängerbau an dieser Stelle war vermutlich seit 1925 Eigentum Mattkes gewesen. Das neue Geschäftshaus am Schüsselkorb 19 nach Entwurf von Gerhard Müller-Menckens zeigte abgesehen von einer Sonne über dem Eingang keine baugeschichtlichen Wiederbelebungen der vorherigen Sonnenapotheke. Auch eine Verbindung zwischen Mattke und Familie Willich ist nicht bekannt. So ist zu vermuten, dass er den Namen benutzte, um von dessen Bekanntheit zu profitieren.

## Wiederverwendung des Giebels in der Langenstraße
Der Giebel der Sonnenapotheke fand seinen neuen Platz als schmuckhafte Fassadenergänzung auf dem Dach des damaligen Bankhauses Martens & Weyhausen in der Langenstraße 15–21.
Im Sommer 1971 wurde er unter der Leitung des Architekten Erik Schott auf die Front aufgesetzt. Das Aussehen des Giebels wies gestalterische Ähnlichkeiten mit den Giebeln der benachbarten Stadtwaage und des neuen Kornhauses auf. Sie alle, erklärte der damals bereits pensionierte ehemalige Leiter der Baudenkmalpflege Rudolf Stein, seien um die gleiche Zeit entstanden und vermutlich von Lüder von Bentheim geschaffen worden.

## Ausblick
2020 fasste der Unternehmer Christian Jacobs den Entschluss, als Investor in der Langenstraße 15–21 das „neue Essighaus“ zu errichten. Es ist als sieben- bis neunstöckiges modernes Bürogebäude geplant. Eine Auflage des Bremer Landeskonservators Georg Skalecki sieht vor, den Giebel der Sonnenapotheke wieder in den Neubaukomplex zu integrieren und so hat man sich für die Fassade zum Jacobshof entschieden. Der Bau soll 2025 abgeschlossen werden, dann wird der Giebel der Sonnenapotheke seinen Ort erneut wechseln.

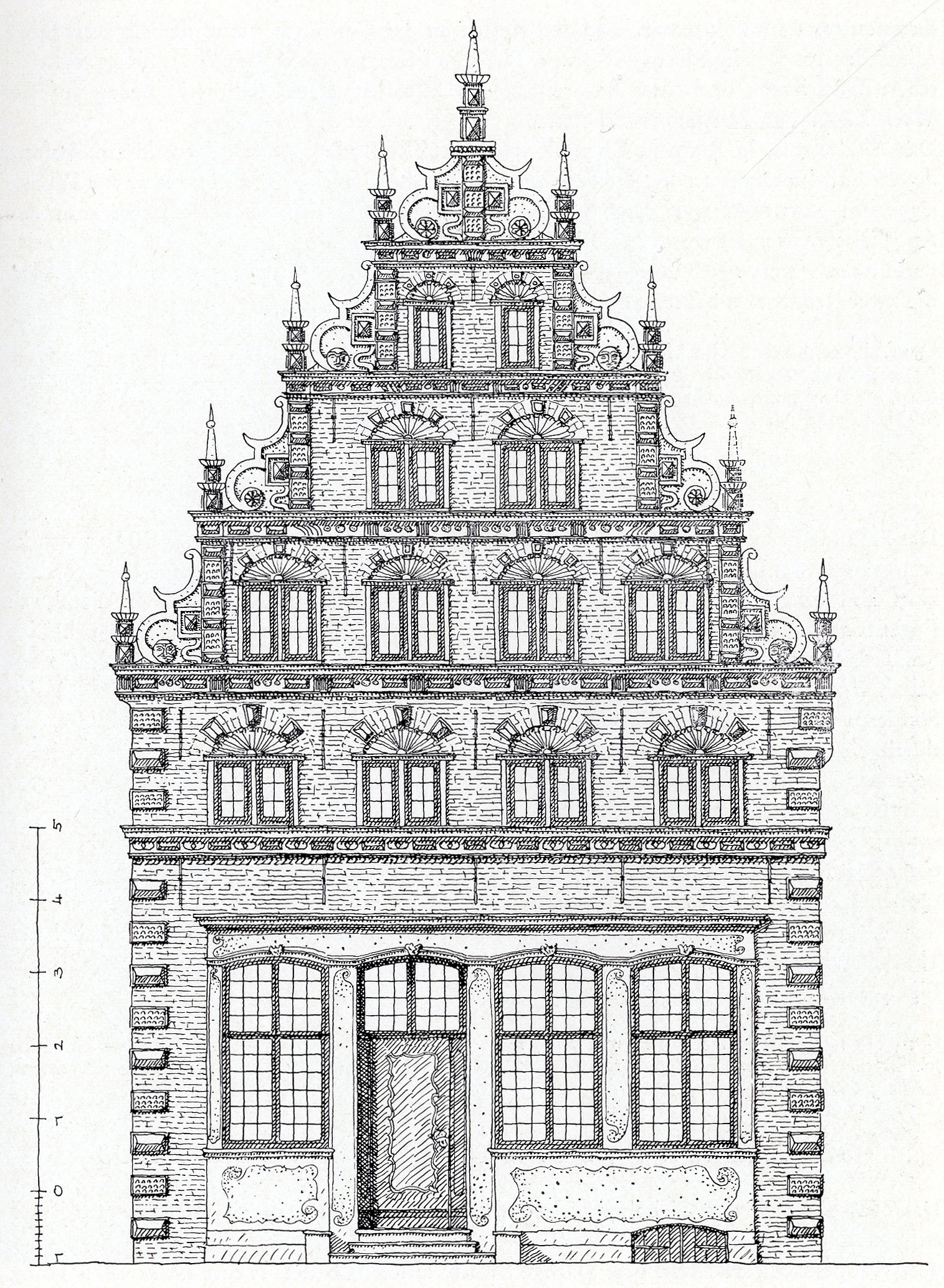
Sonnenapotheke Sögestraße 18, 20 vor dem Umbau 1902, Rekonstruktion der Baudenkmalpflege 1962
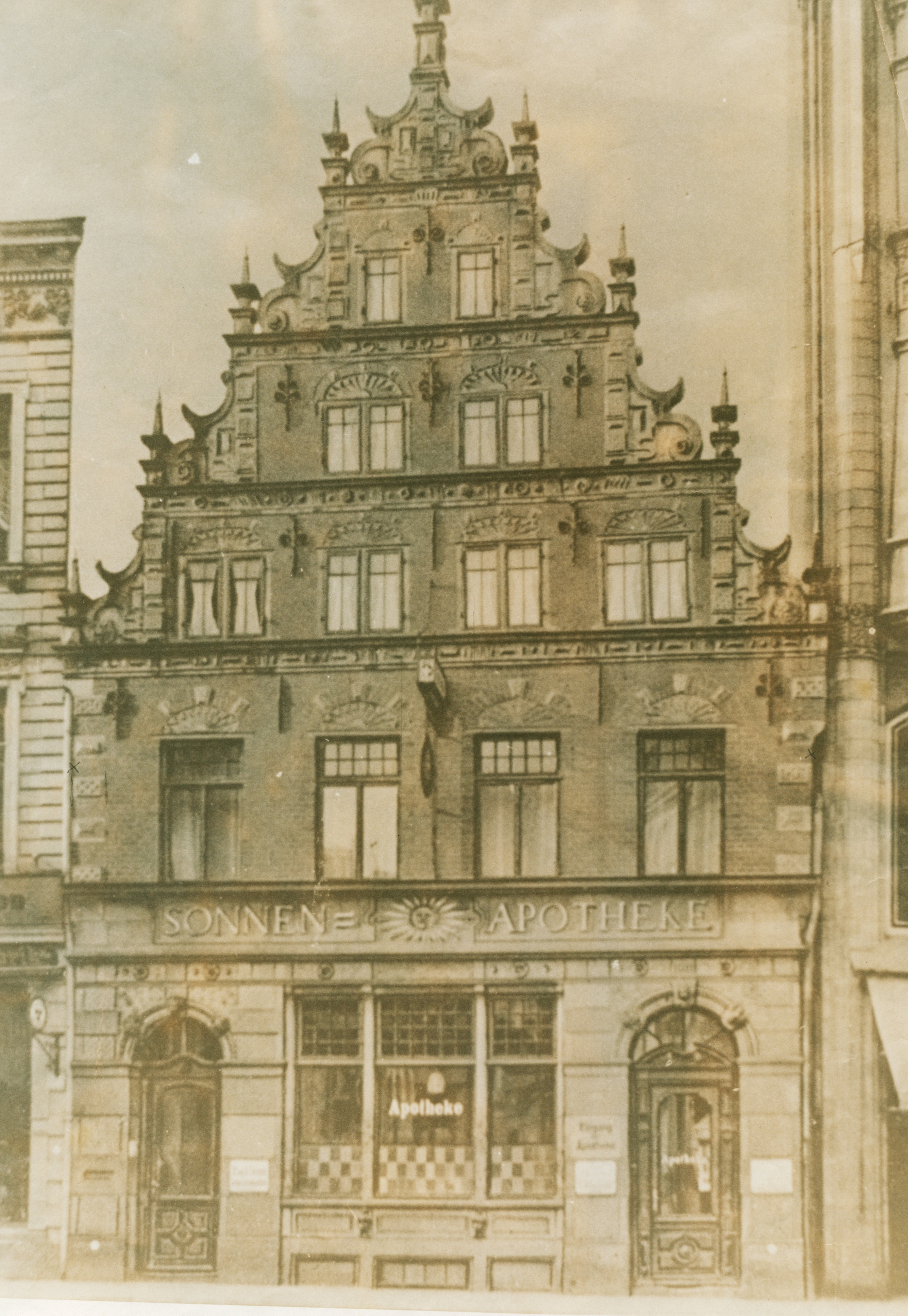
Sonnenapotheke Sögestraße 18, 20 nach dem Umbau 1902 bis zur Zerstörung im 2. Weltkrieg
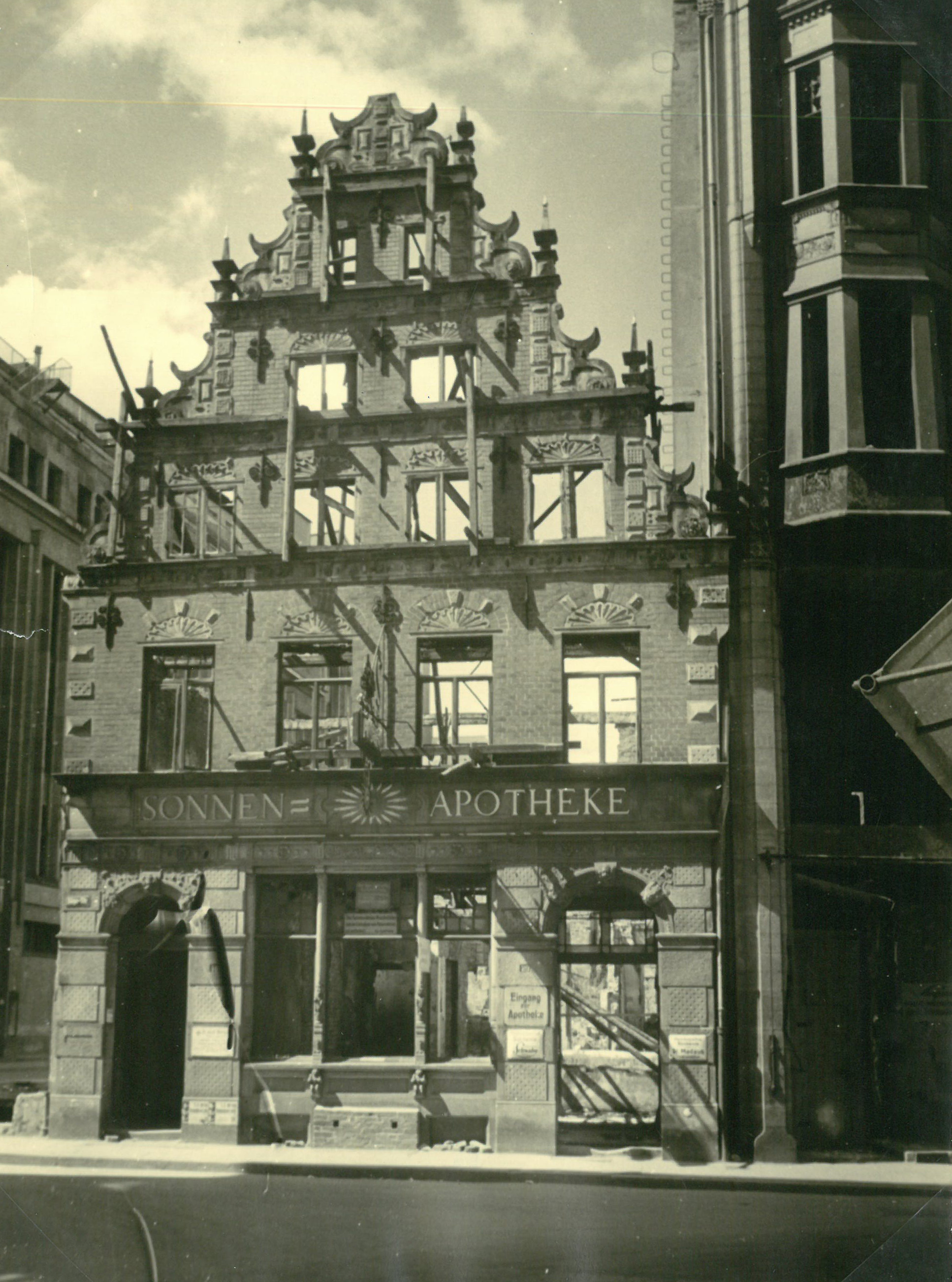
Sonnenapotheke Sögestraße 18, 20, im Jahr 1946, abgestützte Fassade
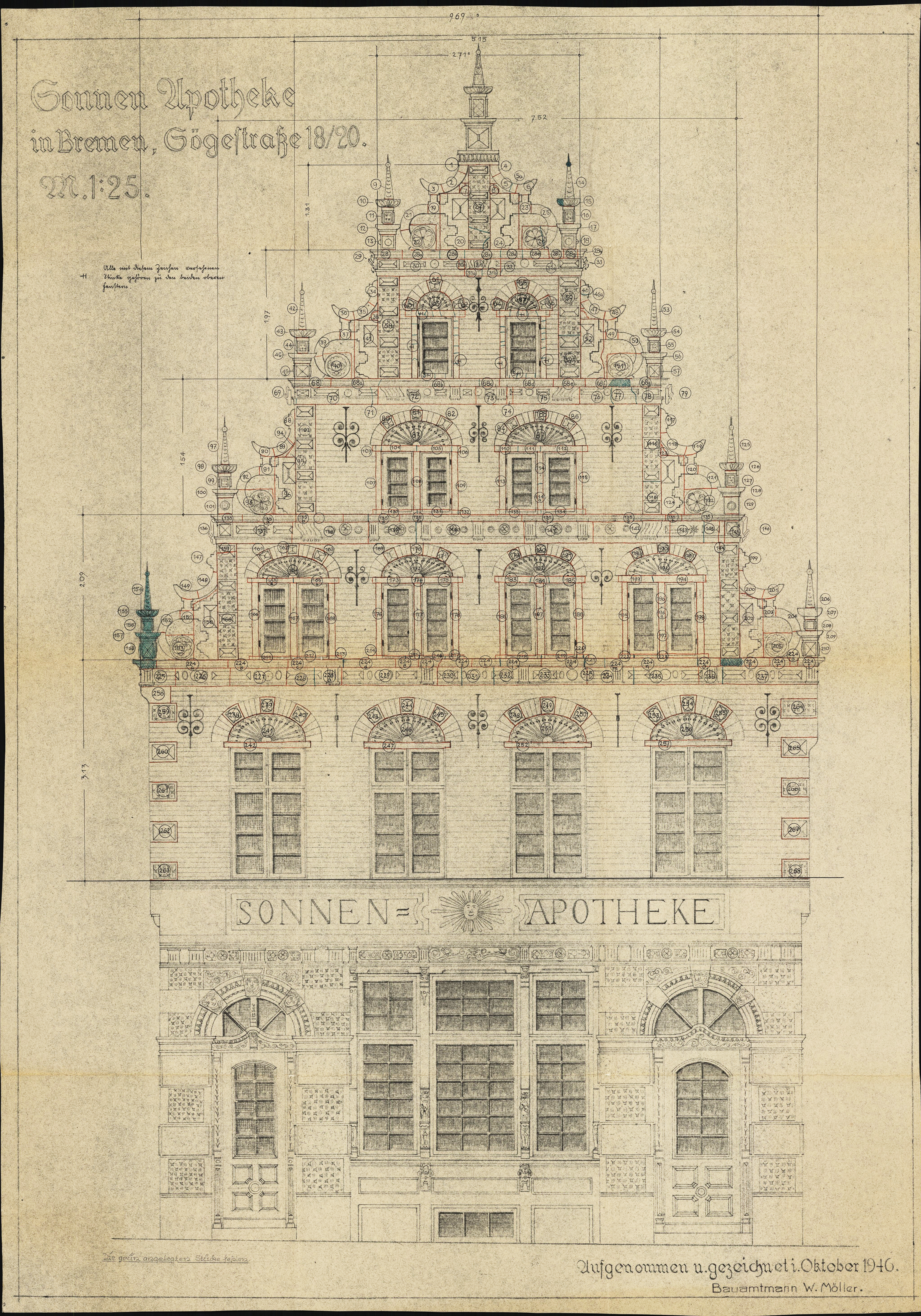
Sonnenapotheke Sögestraße 18, 20, 1946, Aufmass mit Nummerierung der geborgenen Fassadenelemente
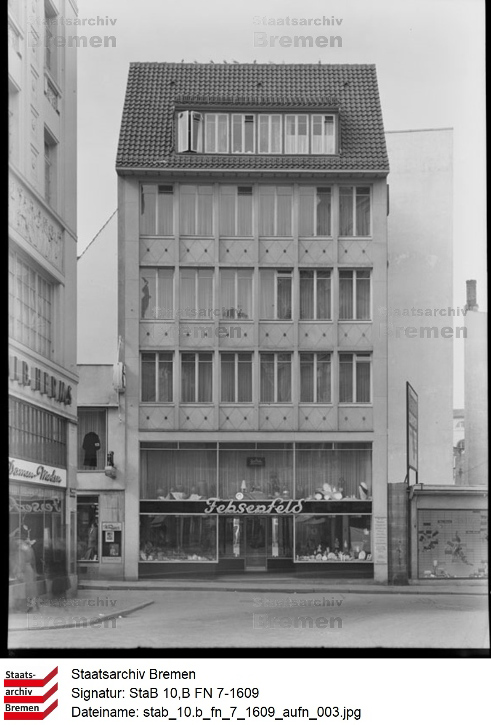
1951, Neubau des Geschäftshauses Fehsenfeld auf dem Grundstück der Sonnenapotheke
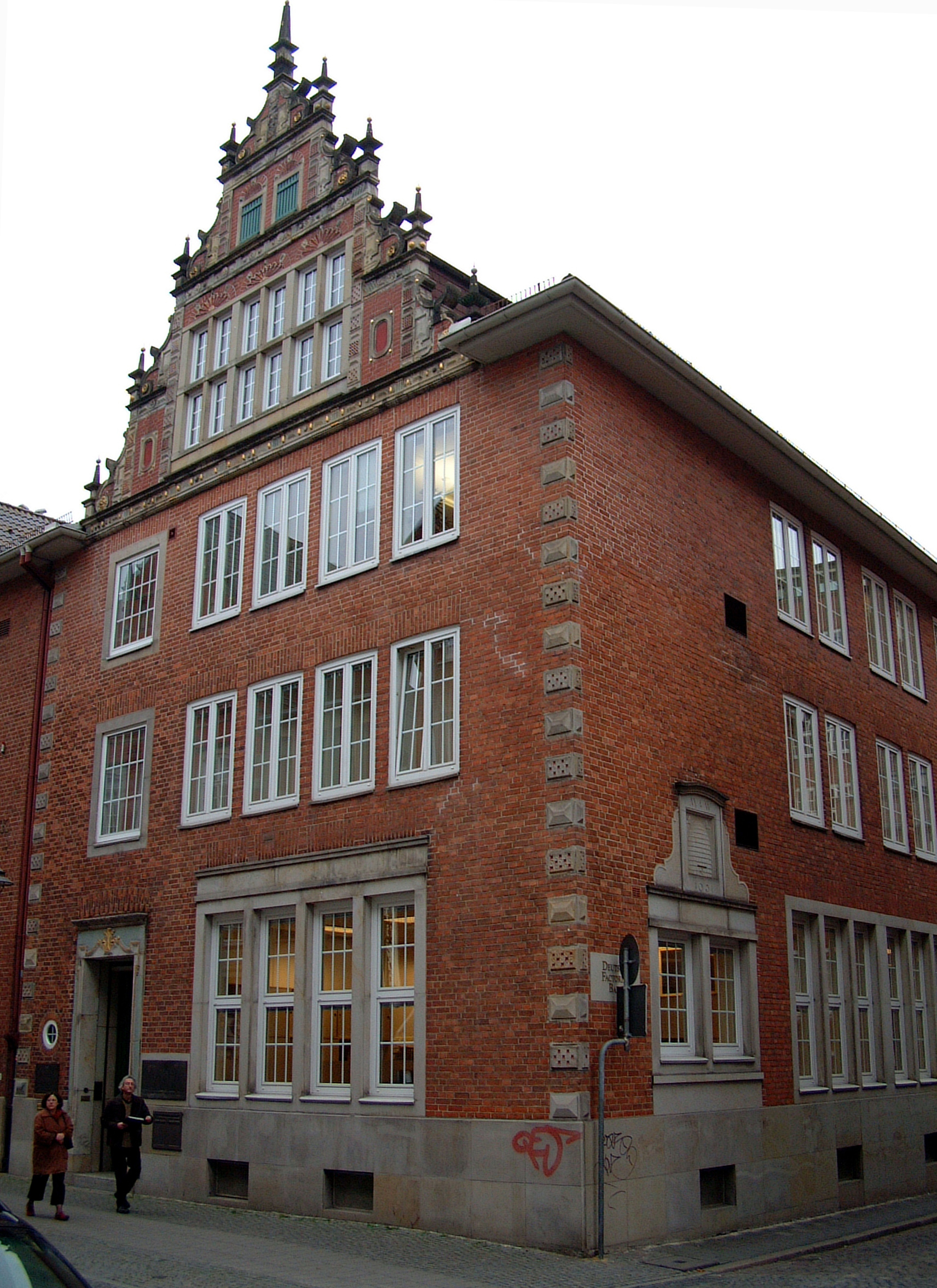
Langenstraße 15–21, Verwendung des Giebels der Sonnenapotheke 1971–2023
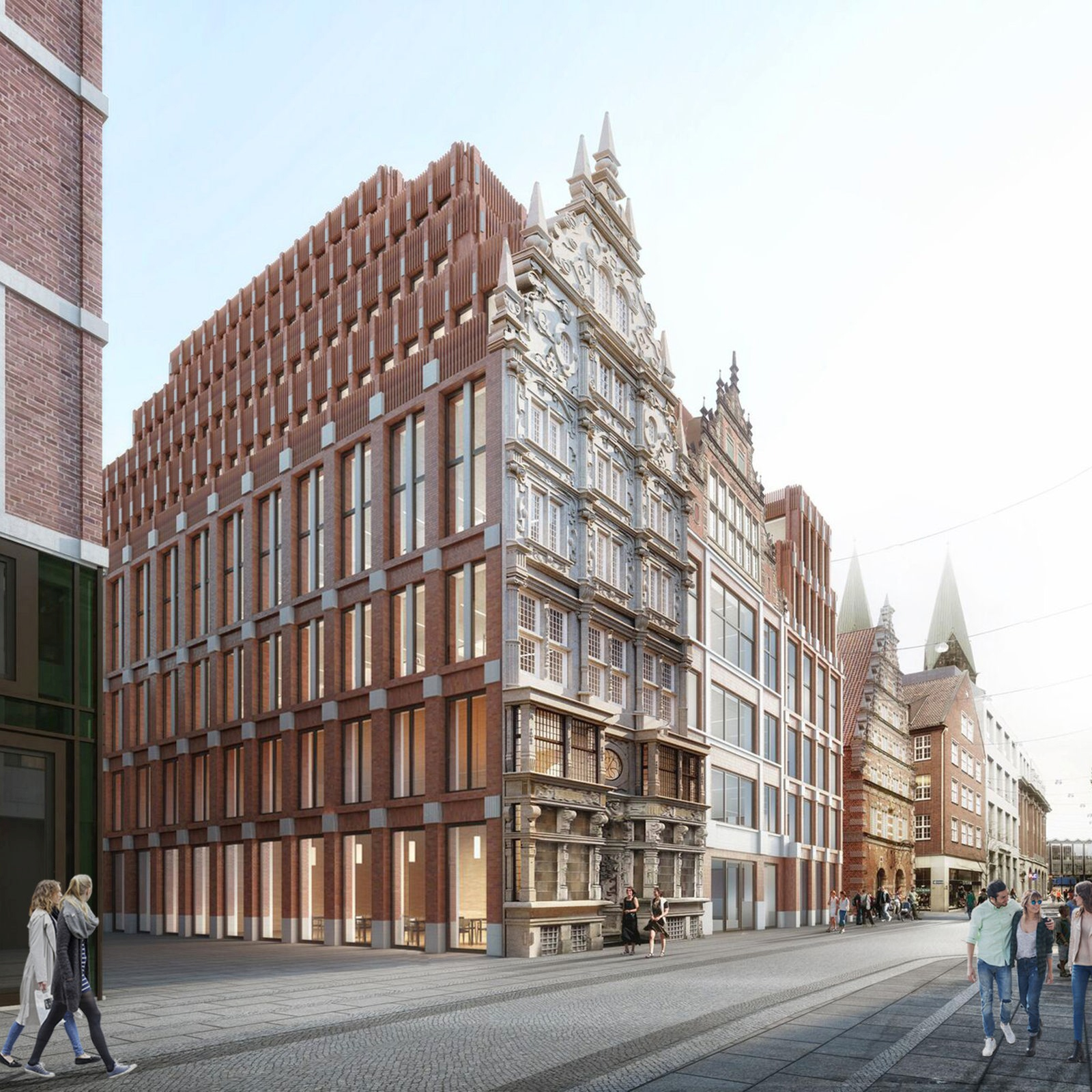
Wiederverwendung des Giebels der Sonnenapotheke neben der Rekonstruktion der Essighausfassade 2024